# Berenguer de Mont-ravà
Berenguer de Mont-Ravà (segle xv), fou un jurista i religiós català.

## Biografia[1]
L'any 1426 era canonge i sagristà de la catedral de la Seu d'Urgell. Escrigué un manual de dret català, per ordre alfabètic de matèries, per a ús dels advocats.

## Obres
- Lumen constitutionum et aliorum irium Cataloniae, ordine litterarum. Exemplar a la Biblioteca d'Antoni Agustí., núm. 420-421. Un altre exemplar a la Biblioteca d'El Escorial, amb el títol Lumen constitutionum usaticorum et consuetudinum Cathaloniae ad releuamen laboris aduocatorum ordine alphabetico digestum anno 1426.